# Webarchiv
Webarchiv – projekt Biblioteki Narodowej Republiki Czeskiej zajmujący się archiwizacją czeskich stron internetowych. Został zapoczątkowany w 2000 roku w ramach programu badań i wdrożeń Ministerstwa Kultury Rejestracja, ochrona i udostępnianie krajowych źródeł elektronicznych w sieci Internet. 
Archiwizacja stron bazuje na trzech podejściach: 
- całościowe – polega na archiwizacji wszystkich zasobów internetowych w domenie narodowej *.cz (zwykle raz w roku); jego celem jest uchwycenie obrazu czeskiego internetu w danym czasie;
- wybiórcze – polega na archiwizacji zasobów internetowych uznanych za istotne dla czeskiego dziedzictwa kulturowego;
- tematyczne – pozwala na gromadzenie zasobów internetowych poświęconych pewnemu tematowi lub wydarzeniu historycznemu.

Na podstawie ustawy o prawie autorskim pełne zasoby archiwum internetowego są udostępniane wyłącznie na terminalach w budynku Biblioteki Narodowej Republiki Czeskiej. Treści pozyskane w ramach umowy można przeglądać na samej stronie Webarchive przy użyciu narzędzia Wayback Machine.